# Iris tenuissima
Iris tenuissima là một loài thực vật có hoa trong họ Diên vĩ. Loài này được Dykes miêu tả khoa học đầu tiên năm 1912.